# L'incorreggibile
L'incorreggibile (L'incorrigible) è un film del 1975 diretto da Philippe de Broca, con Jean-Paul Belmondo e Geneviève Bujold.